# Karl von Fischer-Treuenfeld

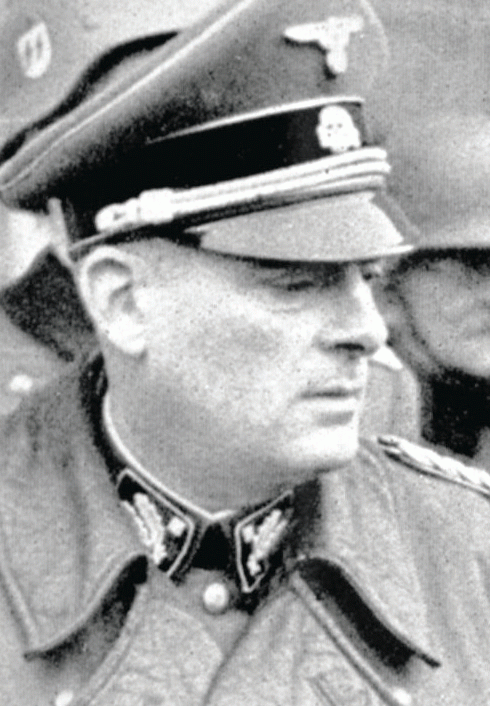
SS-Gruppenführer Karl von Treuenfeld

Theodor Friedrich Karl von Treuenfeld, seit 20. Oktober 1909 von Fischer-Treuenfeld, seit 27. September 1933 erneut von Treuenfeld (* 31. März 1885 in Flensburg; † 7. Juni 1946 in Allendorf), war ein deutscher SS-Gruppenführer und Generalleutnant der Waffen-SS.

## Familie
Karl entstammte dem Adelsgeschlecht Fischer-Treuenfeld. Er war der Sohn des Kapitäns zur See a. D. Alwin Felix Friedrich Oskar von Fischer-Treuenfeld (1842–1923), Reichskommissar bei den Seeämtern in Flensburg und Tönning, und dessen Ehefrau Emma Friederike, geborene Harms (1851–1919) aus einer Lübecker Kaufmanns- und Senatorenfamilie.
Er heiratete am 5. Juni 1919 in Hittfeld Leonore "Lore" Newman (* 7. Februar 1901 in Hamburg), die Tochter des Kaufmanns Henry P. Newman und der Maria-Louisa von Düring. Das Ehepaar hatte eine Tochter und einen Sohn:
- Hannelore (* 20. April 1921; † 27. Januar 2007) ⚭ 1944 Karl-Wilhelm Graf Finck von Finckenstein (1923–2010) (Scheidung 1960)
- Karl Hartwig (* 15. Januar 1923; † gefallen am 20. Juni 1943 in Peressetschnaja bei Charkow, Ukraine)

Witwe Leonore heiratete 1957 in zweiter Ehe den Kaufmann, Major a. D. Hans-Karl von Borries (1898–1988).

## Leben
Fischer-Treuenfeld war während des Ersten Weltkriegs Stabsoffizier unter General Erich Ludendorff (1865–1937) im Hauptquartier im Osten und im Großen Hauptquartier. Für seine Leistungen erhielt er beide Klassen des Eisernen Kreuzes sowie das Ritterkreuz des Königlichen Hausordens von Hohenzollern mit Schwertern. In seinen Lebenserinnerungen schreibt Ludendorff über ihn: „Er ist einer der wenigen aus jenen Tagen, die in unwandelbarer Anhänglichkeit mir zur Seite standen.“
1920 stellte Treuenfeld General Ludendorff die Wohnung seiner Schwiegermutter Newman in der Viktoriastraße in Berlin-Tiergarten zur Verfügung. Ludendorff stellte ihn 1922 auch Adolf Hitler vor. Fischer-Treuenfeld sollte nach den gemeinsamen Planungen als Leiter der „Völkischen Verbände“ von Hamburg und Umgebung 1923 bei einem Münchener Erfolg des Hitlerputsches auf Berlin marschieren.
Treuenfeld wohnte in Berlin-Dahlem und fungierte bis zum Lebensende Ludendorffs am 20. Dezember 1937 als Adjutant in dessen Unterhandlungen mit Führenden des „Dritten Reiches“ und der Wehrmacht.
Im Jahr 1929 fallierte Fischer-Treuenfeld mit seiner Importfirma und äußerte hierzu in antisemitischer Projektion 1939 in einem Lebenslauf, „der Hass jüdischer und freimaurerischer Wirtschaftskreise“ habe sein Scheitern verursacht.

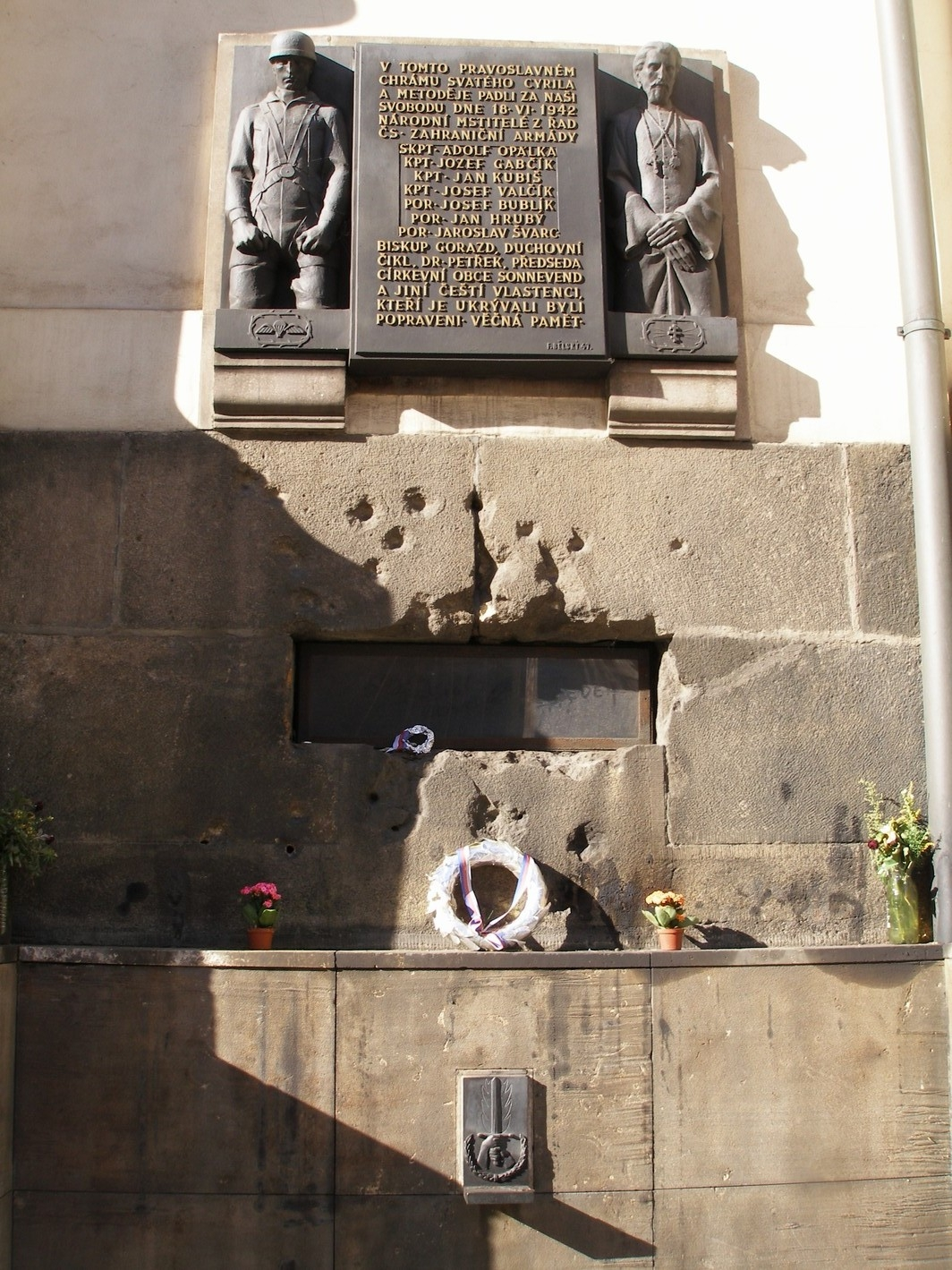
St. Cyrill und Method in Prag:
Denkmal für die in der Kirche getöteten Attentäter

Auf seinen Antrag wurde durch Beschluss des preußischen Innenministeriums vom 27. September 1933 in Berlin sein Name in „von Treuenfeld“ geändert.
Zum 1. Mai 1939 trat Treuenfeld der SS als Oberführer bei (SS-Nummer 323.792). Zum 9. November 1940 stieg er in der Waffen-SS zum SS-Brigadeführer und Generalmajor auf.  1941 war er Kommandeur der 1. SS-Brigade und wurde im gleichen Jahr Befehlshaber der Waffen-SS Nordost. Anschließend war er Befehlshaber der Waffen-SS Nordwest. Ende 1941 wurde er Generalmajor der Polizei und Befehlshaber der Waffen-SS im Protektorat Böhmen und Mähren unter dem stellvertretenden Reichsprotektor Reinhard Heydrich. Nach dem Attentat auf Heydrich am 27. Mai 1942 wurde durch brutalste Foltermethoden den Vernehmern bekannt, dass sich die Attentäter Gabčík und Kubiš mit fünf weiteren Beteiligten in der Krypta der Kirche St. Cyrill und Method in Prag verborgen hielten. Treuenfeld ließ die Kirche am 18. Juni 1942 stürmen. Die Gesuchten kamen nach stundenlangem Abwehrkampf durch Suizid ihrer Ergreifung zuvor.
Differenzen zwischen Treuenfeld und der Gestapo führten Ende 1942 zu seiner Ablösung und Versetzung. Er wurde von Februar bis November 1943 Befehlshaber der Waffen-SS Russland-Süd und Ukraine. Von November 1943 bis April 1944 agierte er, zum 30. Januar 1944 zum SS-Gruppenführer und Generalleutnant befördert, als Kommandeur der 10. SS-Panzer-Division „Frundsberg“. Dieses Kommando gab er am 22. April 1944 nach schwerer Verwundung bei der Verteidigung von Tarnopol ab. Mitte 1944 wechselte er zur SS-Führung in das SS-Hauptamt der Inspektion. Am 15. Juni desselben Jahres wurde Treuenfeld zum Befehlshaber der Waffen-SS in Italien ernannt. Am 21. Juli 1944 wurde er zum Kommandierenden General des VI. SS-Freiwilligen-Armeekorps (lettisches) ernannt. Vom 1. August 1944 bis 10. Januar 1945 war er Inspekteur der Inspektion 6 des SS-Führungshauptamts.
Er geriet in US-amerikanische Kriegsgefangenschaft und beging am 7. Juni 1946 im Kriegsgefangenenlager Allendorf Suizid.

## Zitate
„Durch die Vorträge über unsere Gegner soll jeder Mann zu einem fanatischer Hasser erzogen werden. [...] Es ist ganz gleich, an welcher Front unsere Division zum Einsatz kommen wird: der unbändige Haß gegen jeden Gegner, sei er Engländer, Amerikaner, Jude oder Bolschewist, muß jeden unserer Männer zu höchsten Taten befähigen.“